# Хуссаїн Гулум
Хуссаїн Гулум Аббас (араб. حسين غلوم عباس, нар. 24 вересня 1969) — еміратський футболіст, що грав на позиції нападника за клуб «Шарджа», а також національну збірну ОАЕ, у складі якої був учасником чемпіонату світу 1990 року і двох кубків Азії.

## Клубна кар'єра
На клубному рівні грав за команду «Шарджа».

## Виступи за збірну
1985 року дебютував в офіційних матчах у складі національної збірної ОАЕ.
У складі збірної був учасником двох кубків Азії: 1988 року в Катарі і 1992 року в Японії, а також чемпіонату світу 1990 року в Італії. На мундіалі взяв участь в усіх трьох матчах своєї команди на груповому етапі,  які вона програла з сумарним рахунком 2:11.